# Campionat Mundial d'Atletisme Sub-20 de 2018
El XVII Campionat Mundial d'Atletisme Sub-20 se celebra a la ciutat de Tampere (Finlàndia) del 10 al 15 de juliol de 2018. La seu del certamen és l'Estadi Tampere.
Participen 1462 atletes (779 en categoria masculina i 683 en categoria femenina), pertanyents a 158 federacions nacionals. La llista inclou als Atletes Neutrals Autoritzats (ANA)i a l'Equip d'Atletes Refugiats (ART).

## Resultats

### Masculí
| Proves                                      | Or                                        | Or                                      | Plata                                | Plata | Bronze | Bronze |
| 100 m (11 de juliol)                        | Lalu Muhammad Zohri · Indonèsia · 10,18   | Anthony Schwartz · Estats Units · 10,22 | Eric Harrison · Estats Units · 10,22 |       |        |        |
| 200 m (13 de juliol)                        |                                           |                                         |                                      |       |        |        |
| 400 m (13 de juliol)                        |                                           |                                         |                                      |       |        |        |
| 800 m (15 de juliol)                        |                                           |                                         |                                      |       |        |        |
| 1500 m (12 de juliol)                       | George Manangoi · Kenya · 3:41,71         | Jakob Ingebrigtsen · Noruega · 3:41,89  | Justus Soget · Kenya · 3:42,14       |       |        |        |
| 5000 m (14 de juliol)                       |                                           |                                         |                                      |       |        |        |
| 10 000 m (10 de juliol)                     | Rhonex Kipruto · Kenya · 27:21,08 RC      | Jacob Kiplimo · Uganda · 27:40,36       | Berihu Aregawi · Etiòpia · 27:48,41  |       |        |        |
| 3000 m obstacles (15 de juliol)             |                                           |                                         |                                      |       |        |        |
| 110 m tanques, 99 cm (12 de juliol)         | Damion Thomas · Jamaica · 13,16           | Orlando Bennett · Jamaica · 13,33       | Shunsuke Izumiya · Japó · 13,38      |       |        |        |
| 400 m tanques (14 de juliol)                |                                           |                                         |                                      |       |        |        |
| Salt d'alçada (14 de juliol)                |                                           |                                         |                                      |       |        |        |
| Salt amb perxa (14 de juliol)               |                                           |                                         |                                      |       |        |        |
| Salt de longitud (11 de juliol)             | Yuki Hashioka · Japó · 8,03               | Maikel Vidal · Cuba · 7,99              | Wayne Pinnock · Jamaica · 7,90       |       |        |        |
| Triple salt (14 de juliol)                  |                                           |                                         |                                      |       |        |        |
| Llançament de pes, 6 kg (10 de juliol)      | Kyle Blignaut · Sud-àfrica · 22,07        | Adrian Piperi · Estats Units · 22,06    | Odysseas Mouzenidis · Grècia · 21,07 |       |        |        |
| Llançament de disc, 1.750 kg (15 de juliol) |                                           |                                         |                                      |       |        |        |
| Llançament de martell, 6 kg (13 de juliol)  |                                           |                                         |                                      |       |        |        |
| Llançament de javelina (14 de juliol)       |                                           |                                         |                                      |       |        |        |
| Decatló sub-20 (11 de juliol)               | Ashley Moloney · Austràlia · 8190 pts. RC | Gary Haasbroek · Austràlia · 7798 pts.  | Simon Ehammer · Suïssa · 7642 pts.   |       |        |        |
| 10 000 m Marxa (14 de juliol)               |                                           |                                         |                                      |       |        |        |
| 4×100 m (14 de juliol)                      |                                           |                                         |                                      |       |        |        |
| 4×400 m (15 de juliol)                      |                                           |                                         |                                      |       |        |        |

- RC: Rècord de campionat.

### Femení
| Proves                                      | Or                                        | Or                                    | Plata                                       | Plata | Bronze | Bronze |
| 100 m (12 de juliol)                        | Briana Williams · Jamaica · 11,16         | Twanisha Terry · Estats Units · 11,19 | Kristal Awuah · Regne Unit · 11,37          |       |        |        |
| 200 m (14 de juliol)                        |                                           |                                       |                                             |       |        |        |
| 400 m (12 de juliol)                        | Hima Das · Índia · 51,46                  | Andrea Miklós · Romania · 52,07       | Taylor Manson · Estats Units · 52,28        |       |        |        |
| 800 m (12 de juliol)                        | Diribe Welteji · Etiòpia · 1:59,74 RC     | Carley Thomas · Austràlia · 2:01,13   | Delia Sclabas · Suïssa · 2:01,29            |       |        |        |
| 1500 m (15 de juliol)                       |                                           |                                       |                                             |       |        |        |
| 3000 m (11 de juliol)                       | Nozomi Tanaka · Japó · 8:54,01            | Meselu Berhe · Etiòpia · 8:56,39      | Tsige Gebreselama · Etiòpia · 8:59,20       |       |        |        |
| 5000 m (10 de juliol)                       | Beatrice Chebet · Kenya · 15:30,77        | Ejgayehu Taye · Etiòpia · 15:30,87    | Girmawit Gebrzihair · Etiòpia · 15:34,01    |       |        |        |
| 3000 m obstacles (13 de juliol)             |                                           |                                       |                                             |       |        |        |
| 100 m tanques, 99 cm (15 de juliol)         |                                           |                                       |                                             |       |        |        |
| 400 m tanques (13 de juliol)                |                                           |                                       |                                             |       |        |        |
| Salt d'alçada (15 de juliol)                |                                           |                                       |                                             |       |        |        |
| Salt amb perxa (12 de juliol)               | Amálie Švábíková · Txèquia · 4,51         | Lisa Gunnarsson · Suècia · 4,35       | Alice Moindrot · França · 4,35              |       |        |        |
| Salt de longitud (13 de juliol)             |                                           |                                       |                                             |       |        |        |
| Triple salt (15 de juliol)                  |                                           |                                       |                                             |       |        |        |
| Llançament de pes, 6 kg (11 de juliol)      | Madison-Lee Wesche · Nova Zelanda · 17,09 | Zhang Linru · R.P. de la Xina · 17,05 | Jorinde van Klinken · Països Baixos · 17,05 |       |        |        |
| Llançament de disc, 0.750 kg (12 de juliol) | Alexandra Emilianov · Moldàvia · 57,89    | Helena Leveelahti · Finlàndia · 56,80 | Silinda Morales · Cuba · 55,37              |       |        |        |
| Llançament de martell, 6 kg (14 de juliol)  |                                           |                                       |                                             |       |        |        |
| Llançament de javelina (11 de juliol)       | Alina Shukh · Ucraïna · 55,95             | Tomoka Kuwazoe · Japó · 55,66         | Dana Baker · Estats Units · 55,04           |       |        |        |
| Heptatló sub-20 (13 de juliol)              |                                           |                                       |                                             |       |        |        |
| 10 000 m Marxa (14 de juliol)               |                                           |                                       |                                             |       |        |        |
| 4×100 m (14 de juliol)                      |                                           |                                       |                                             |       |        |        |
| 4×400 m (15 de juliol)                      |                                           |                                       |                                             |       |        |        |